# 蓋尼米德高地
蓋尼米德高地（英語：Ganymede Heights）是南極洲的高地，位於亞歷山大一世島東部，處於伽利略崖附近，海拔高度約600米，該高地以木衛三命名，現時由南極條約體系管理。
70°52′S 68°26′W / 70.867°S 68.433°W